# Sam Warburton
Sam Kennedy-Warburton OBE (* 5. Oktober 1988 in Cardiff) ist ein ehemaliger walisischer Rugby-Union-Spieler, der auf der Position des Flügelstürmers eingesetzt wird. Er spielt für die Cardiff Blues.
Warburton begann seine Karriere bei den Glamorgan Wanderers. Im Jahr 2007 wurde er zum besten Spieler der Welsh Premier Division gewählt. Als Kapitän der walisischen U-19-Nationalmannschaft erreichte er im selben Jahr das Halbfinale der Weltmeisterschaft dieser Altersklasse. Seit dem Jahr 2008 spielt er für die Blues, mit denen er den EDF Energy Cup gewinnen konnte und in das Halbfinale des Heineken Cup vordrang. Im Juni 2009 kam er zu seinem Debüt für die Herrennationalmannschaft gegen die Vereinigten Staaten.
Im Juli 2018 gab Warburton im Alter von 29 Jahren seinen Rücktritt vom Rugby-Union-Sport bekannt, nachdem er sich von einer Nacken- und Rückenoperation nicht vollständig erholt hatte.